# The Good Mother
The Good Mother es una película de suspenso policial estadounidense de 2023 dirigida por Miles Joris-Peyrafitte y coescrita con Madison Harrison. Está protagonizada por Hilary Swank, Olivia Cooke, Jack Reynor y Hopper Penn.
La película fue estrenada por Vertical Entertainment el 1 de septiembre de 2023.

## Premisa
Tras el asesinato de su hijo distanciado, la periodista Marissa Bennings forma una alianza inusual con la novia embarazada de su difunto hijo para localizar a los responsables de su muerte. Juntas, se enfrentan a un reino de narcóticos y deshonestidad dentro de la ciudad de Albany, desenterrando una revelación más profunda y siniestra.

## Reparto
- Hilary Swank como Marissa.
- Olivia Cooke como Paige.
- Jack Reynor como Toby.
- Dilone como Gina.
- Norm Lewis como Jim.
- Hopper Penn como Ducky.
- Larry Fassenden como Gary.

## Producción
En julio de 2022, Variety informó que Miles Joris-Peyrafitte dirigiría la película, entonces titulada Mother's Milk, que coescribió con Madison Harrison. Hilary Swank, Olivia Cooke y Jack Reynor fueron elegidos para los papeles principales. Shaun Sanghani de SSS Entertainment produjo y financió la película, con Siena Oberman de Artemis Pictures y Emma Tillinger Koskoff de First Love Films también como productoras. Joris-Peyrafitte dijo a People que la idea de la película surgió de las conversaciones en el set sobre la epidemia de opioides mientras dirigía As You Are (2016).
El rodaje tuvo lugar de junio a julio de 2022 en Albany, Nueva York. El rodaje se realizó en Times Union, Empire State Plaza, el Capitolio, la estación de Amtrak en Rensselaer y en un set construido dentro del New Scotland Avenue (Troop B) Armory en el campus del Sage College de Albany.

## Lanzamiento
En junio de 2023, Vertical Entertainment adquirió los derechos de distribución para América del Norte, Reino Unido, Australia y Nueva Zelanda. La película tuvo un estreno limitado en cines en los Estados Unidos el 1 de septiembre de 2023. Se estrenó en plataformas digitales bajo demanda en Estados Unidos el 19 de septiembre de 2023. En Australia se lanzó en DVD y plataformas digitales el 1 de noviembre de 2023.

### Taquilla
The Good Mother recaudó 367 000 dólares en 419 pantallas durante sus primeros cuatro días. Recaudó $503 378 en Estados Unidos y Canadá, con $49 804 en Rusia, para un total mundial de $553 182.

### Respuesta crítica
En el sitio web agregador de reseñas Rotten Tomatoes, el 21 % de las 53 reseñas de los críticos son positivas, con una calificación promedio de 4,7/10. El consenso del sitio web dice: «The Good Mother tiene potencial dramático, un elenco talentoso y aborda temas importantes, pero nada de eso es suficiente para compensar la historia, deprimente y decepcionante, de la película». Metacritic, que utiliza una media ponderada, le asignó a la película una puntuación de 45 sobre 100, basándose en 12 críticos, lo que indica reseñas «mixtas o regulares».